# Намисловски окръг
Намисловски окръг (на полски: Powiat namysłowski) е окръг в Южна Полша, Ополско войводство. Заема площ от 748,18 км2. Административен център е град Намислов.

## География
Окръгът се намира в историческата област Долна Силезия. Разположен е в северозападната част на войводството.

## Население
Населението на окръга възлиза на 43 149 души (2012 г.). Гъстотата е 58 души/км2.

## Административно деление
Административно окръгът е разделен на 5 общини.
Градско-селска община:
- Община Намислов

Селски общини:
- Община Вилков
- Община Домашовице
- Община Покой
- Община Шверчов

## Фотогалерия
- Намислов
- Покой